# KFC Olympic Essen
KFC Olympic Essen was een Belgische voetbalclub uit Essen. De club was aangesloten bij de KBVB met stamnummer 6042 en had geel en rood als kleuren.

## Geschiedenis
Na de Tweede Wereldoorlog werd voetbalclub Olympic Hoek opgericht in Essen-Hoek, een heroprichting van een lokale ploeg die al voor de oorlog onder die naam in lokale competities speelde. Van 1953 tot 1957 speelde men in het Vlaams Katholiek Sportverbond. In 1957 stapte men uiteindelijk over naar de Belgische Voetbalbond als Olympic Hoek Essen, waar men stamnummer 6042 kreeg toegekend.
Olympic Hoek Essen ging in de provinciale reeksen spelen, waar het in Derde en Vierde Provinciale bleef spelen, vaak naast dorpsgenoot Excelsior FC Essen. In 2002 werd de clubnaam gewijzigd in KFC Olympic Essen.
In Maart 2022 werd de club opgedoekt bij gebrek aan spelers.